# Tête de Vautisse
La Tête de Vautisse (3.156 m s.l.m.) è una montagna del Massiccio dell'Embrunais nelle Alpi del Delfinato. 
Si trova nel dipartimento francese delle Alte Alpi, ai bordi del Parco nazionale des Écrins.

## Storia
Nel 1958, la Tête de Vautisse venne individuata come sito per esperimenti nucleari..